# Midna
Midna (Japans: ミドナ) is een van de hoofdpersonages uit The Legend of Zelda: Twilight Princess, een computerspel van Nintendo uit 2006. Ze is lid van de Twili, die Link helpen om haar doelen te voltooien. Haar stem is ingesproken door Akiko Kōmoto en ze is ontworpen door Yusuke Nakano.

## Ontwikkeling
Aanvankelijk was het personage Midna bedoeld voor een andere game. Na het uitbrengen van The Legend of Zelda: The Wind Waker was het de bedoeling om een game te maken waarin een goblin-achtig wezen zou verschijnen. Deze game ging uiteindelijk niet door, maar het reeds ontwikkelde personage werd overgenomen voor Twilight Princess en zou uitgroeien tot Midna. Alleen de vormgeving van het uiterlijk kostte nog enige tijd, waardoor aanvankelijk het reeds bestaande figuurtje Tetra (een alter ego van Princess Zelda) als stand-in werd gebruikt.

## Beschrijving
Het personage lijkt in het begin van de game niet volledig betrouwbaar te zijn. Ze heeft waarschijnlijk een eigen agenda, en ze brengt Link regelmatig in de problemen. Uiteindelijk wordt duidelijk dat hij de heerseres was van de Twili en door Zant van haar troon was gestoten. Tevens was ze door hem veranderd in een klein wezen. Als aan het eind van de game Link en Midna het winnen van Zant, keert Midna weer terug in haar oude vorm en wordt ze weer een aantrekkelijke, lange dame.
In latere games als Hyrule Warriors: Age of Calamity en Super Smash Bros. Ultimate keerde Midna als personage terug.